# Situla z Vač
Situla z Vač (tudi vaška situla) je situla (ali vedrica) iz obdobja Halštatske kulture, ki jo je na Vačah blizu Litije v začetku leta 1882 (po ustnem izročilu 17. januarja) izkopal Janez Grilc. Situla je najverjetneje nastala v 5. stoletju pr. n. št. Odseva tradicionalne vplive sredozemskega sveta. Situlo hrani Narodni muzej Slovenije v Ljubljani. 

## Opis
Situla je obredna posoda iz bronaste pločevine, s pritrjenim ročajem in okrašena z reliefnimi podobami in ornamenti. V obdobju Halštatske kulture je bila najverjetneje namenjena točenju pijače na slovesnostih. Priložena je bila v bojevnikov grob, skupaj z bronasto čelado, sulicama in bojno sekiro iz železa, bronasto zapestnico in koščenim valjem.
Železnodobna situla z Vač je okrašena s tremi pasovi – frizi v tehniki torevtike, izpolnjenimi s človeškimi in živalskimi figurami. Prizori se berejo kot zaporedje dogodkov in jih tolmačijo kot večplastno sporočilo. Iz zaporedja je razvidna idealizirana pripoved o pomembnih dejanjih in dogodkih iz življenja bojevnika. Upodobljeno je nekakšno obredje, zato je ta situla pomembno obeležje železne dobe.
V upodobitvah je opazen vpliv etruščanske umetnosti (motivi iz življenja vladajočega sloja).

### Podatki Narodnega muzeja Slovenije
- Ime predmeta: Situla z Vač
- Kratek opis: Vedrica zavzema posebno mesto med izdelki situlske umetnosti. Posoda je okrašena s tremi frizi, ki so izpolnjeni z živalskimi in človeškimi figurami. Vače pri Litiji, kjer je bila situla najdena, so bile eno najpomembnejših halštatskih središč na Slovenskem v 6. in 5. stoletju pr. n. št.
- Datacija: Prva polovica 5. stoletja pr. n. št.
- Material: Bronasta pločevina
- Mere: Višina 23,8 cm
- Najdišče: Reber nad Klenikom pri Vačah
- Inv. št.: P 581
- Na ogled: Stalna razstava Zgodbe s stičišča svetov v Narodnem muzeju Slovenije na Muzejski

## Reprodukcije
Silhuete figur s situle so upodobljene na nekaterih slovenskih osebnih dokumentih.